# 博阿科省
博阿科省（西班牙語：Departamento de Boaco）是尼加拉瓜的一個省，位於該國中部、尼加拉瓜湖的北岸。面積4,244平方公里，2005年人口171,000人。首府博阿科。
1938年自瓊塔萊斯省分出。下分6市。